# Gen Re
Die Gen Re oder General Re (kurz für General Reinsurance Corporation) ist ein weltweit agierendes Rückversicherungsunternehmen, das in den Bereichen Schaden/Unfall und Leben/Kranken tätig ist und Rückversicherungsprodukte und ‑dienstleistungen anbietet. Es gehört zu  Berkshire Hathaway Inc., der Holdinggesellschaft von Investor Warren Buffett.
Die General Re Corporation, eine Tochtergesellschaft der Berkshire Hathaway Inc., ist eine Holdinggesellschaft für Unternehmen im Bereich der globalen Rückversicherung und der damit verbundenen Aktivitäten. Ihr gehören die General Reinsurance Corporation und die General Reinsurance AG. Gemeinsam betreiben sie ihr Geschäft als Gen Re. Zur Gen Re Gruppe zählen ferner die Versicherungs-, Rückversicherungs- und Investment-Management-Unternehmen Gen Re Intermediaries, GR-NEAM, General Star, Genesis, USAU und Faraday.

## Geschichte

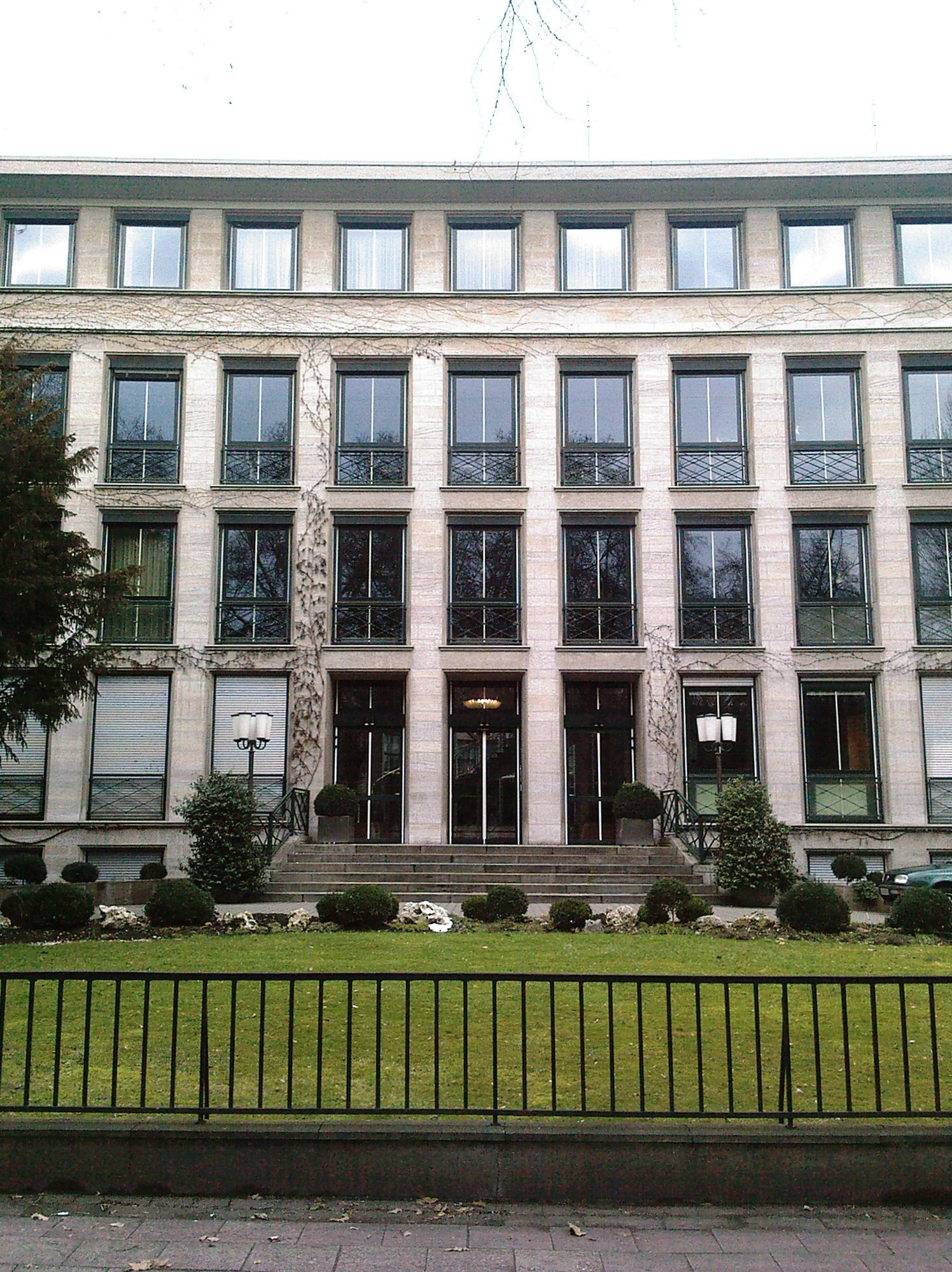
Hauptverwaltung der ehemaligen Kölnischen Rück, heute General Reinsurance AG, in Köln, Theodor-Heuss-Ring 11, Architekten Hermann von Berg und Hanns Koerfer

### Kölnische Rückversicherungs-Gesellschaft
Das Unternehmen wurde 1846 gegründet und nahm 1852 mit Abschluss des ersten Rückversicherungsvertrags den Geschäftsbetrieb auf.
Nach eigenen Aussagen ist die General Reinsurance AG damit das älteste international tätige Rückversicherungsunternehmen der Welt.
Den Anstoß zur Schaffung eines Rückversicherers gaben die Erfahrungen aus dem Großen Hamburger Brand im Mai 1842. Alle Hamburger Gebäudeeigentümer hatten eine Pflichtversicherung bei der Hamburger Feuerkasse, die zuvor (1833) eine Neuwertversicherung eingeführt hatte. Die gleichzeitige Schadensregulierung für rund 20 % des gesamten Hamburger Gebäudebestands überforderte jedoch die Zahlungsfähigkeit des Versicherers. Sie gelang nur durch die Aufnahme von Staatsanleihen, die erst 40 Jahre später zurückgezahlt waren.

### General Re
Das Unternehmen begann 1921 
als General Casualty and Surety Reinsurance Corporation, ehe es das US-Geschäft der Norwegian Globe Insurance Company (damals Christiania, Norwegen) übernahm.
1923 wurde das Unternehmen von US-amerikanischen Investoren übernommen und in General Reinsurance Corporation umbenannt.
1929 entschied sich die General Reinsurance, ausschließlich als direkter Rückversicherer tätig zu sein. 1945 fusionierte sie mit der Mellon Indemnity Corporation. 1954 gründete das Unternehmen die erste Fachabteilung für die fakultative Haftpflicht- und Unfall-Rückversicherung; die fakultative Sach- und Schadenversicherung folgte Anfang 1956. Zur gleichen Zeit wurden in Nordamerika mehrere Niederlassungen eröffnet. Ferner begann die General Reinsurance in den 1950er-Jahren, auch international Rückversicherungen zu zeichnen – ein Trend, der in den 1960er- und 1970er-Jahren fortgesetzt wurde. 1980 wurde die Holding-Muttergesellschaft General Re Corporation an der New Yorker Börse zugelassen.
1994 bildete die General Reinsurance Corporation eine Allianz mit der damaligen Kölnischen Rück (Kölnische Rückversicherungs-Gesellschaft AG). 1998 wurde die General Re Corporation von der Berkshire Hathaway Inc. erworben. Ab 2003 betrieben die General Reinsurance Corporation und die Kölnische Rück ihr Geschäft gemeinsam unter dem Namen Gen Re. 2009 schloss die General Reinsurance Corporation den Erwerb der Kölnischen Rück ab,
die daraufhin in General Reinsurance AG umbenannt wurde.
Das Unternehmen tritt auf dem Markt weiterhin als Gen Re auf.

## Geschäftstätigkeit
Als Rückversicherer mit einem  direkten Geschäftsmodell bietet die Gen Re Rückversicherungslösungen für Gesellschaften in allen Segmenten der Versicherungswirtschaft an, und zwar sowohl auf  Vertragsbasis als auch auf  fakultativer Basis. Das Schaden- und Unfall-Rückversicherungsgeschäft der Gen Re in Nordamerika wird über die General Reinsurance Corporation abgeschlossen, international über die in Deutschland ansässige General Reinsurance AG und andere hundertprozentige Tochtergesellschaften. Lebens- und Kranken-Rückversicherung zeichnet die Gen Re in Nordamerika über die General Re Life Corporation und international über die General Reinsurance AG.

## Niederlassungen
Der Hauptsitz der Gen Re befindet sich in Stamford (Connecticut), USA. Niederlassungen und Zweigstellen sind über die ganze Welt verteilt:
In Nordamerika unterhält die Gen Re auch Büros in Atlanta, Boston, Charlotte, Chicago, Columbus, Dallas, Hartford, Kansas City, Los Angeles, Montreal, New York, Philadelphia, San Francisco, Seattle, South Portland, St. Paul und Toronto.
Darüber hinaus ist die Gen Re in Lateinamerika, in Europa und im Nahen Osten, in Afrika sowie im asiatisch/australischen Raum mit Büros vertreten.